# ATC A04 – Hányáscsillapítók és émelygés elleni szerek
Az ATC A04 – Hányáscsillapítók és émelygés elleni szerek a gyógyszerek anatómiai, gyógyászati és kémiai osztályozási rendszerének (ATC) egyik alcsoportja.
| ATC A   | Tápcsatorna és anyagcsere                                                      |
| ------- | ------------------------------------------------------------------------------ |
| ATC A01 | Sztomatológiai készítmények                                                    |
| ATC A02 | Gyomorsavval kapcsolatos betegségek kezelésére szolgáló szerek                 |
| ATC A03 | Funkcionális emésztőszervi rendellenességek gyógyszerei                        |
| ATC A04 | Hányáscsillapítók és émelygés elleni szerek                                    |
| ATC A05 | Epe- és májterápia                                                             |
| ATC A06 | Hashajtók                                                                      |
| ATC A07 | Hasmenésgátlók és a bél gyulladásos / fertőzéses megbetegedéseinek gyógyszerei |
| ATC A08 | Fogyasztószerek a diétás készítmények kivételével                              |
| ATC A09 | Digesztívumok, beleértve az enzimeket                                          |
| ATC A10 | Antidiabetikus terápia                                                         |
| ATC A11 | Vitaminok                                                                      |
| ATC A12 | Ásványi sók                                                                    |
| ATC A13 | Roborálószerek                                                                 |
| ATC A14 | Szisztémás anabolikumok                                                        |
| ATC A15 | Étvágyjavítók                                                                  |
| ATC A16 | A tápcsatorna és az anyagcsere egyéb gyógyszerei                               |

## A04A Hányáscsillapítók és émelygés elleni szerek

### A04AA Szerotonin (5-HT3) antagonisták
| ATC     | Magyar        | INN          | Gyógyszerkönyv |
| ------- | ------------- | ------------ | -------------- |
| A04AA01 | Ondanszetron  | Ondansetron  |                |
| A04AA02 | Graniszetron  | Granisetron  |                |
| A04AA03 | Tropiszetron  | Tropisetron  |                |
| A04AA04 | Dolaszetron   | Dolasetron   |                |
| A04AA05 | Palonoszetron | Palonosetron |                |

### A04AD Egyéb hányáscsillapítók
| ATC     | Magyar                      | INN                         | Gyógyszerkönyv                                                     |
| ------- | --------------------------- | --------------------------- | ------------------------------------------------------------------ |
| A04AD01 | Szkopolamin                 | Scopolamine                 | Scopolaminum, Scopolamini butylbromidum, Scopolamini hydrobromidum |
| A04AD02 | Cérium-oxalát               | Cerium oxalate              |                                                                    |
| A04AD04 | Triklórbutanol              | Chlorobutanol               |                                                                    |
| A04AD05 | Metopimazin                 | Metopimazine                |                                                                    |
| A04AD10 | Dronabinol                  | Dronabinol                  |                                                                    |
| A04AD11 | Nabilon                     | Nabilone                    |                                                                    |
| A04AD12 | Aprepitant                  | Aprepitant                  |                                                                    |
| A04AD13 | Kazopitant                  | Casopitant                  |                                                                    |
| A04AD51 | Szkopolamin, kombinációk    | Szkopolamin, kombinációk    |                                                                    |
| A04AD54 | Triklórbutanol, kombinációk | Triklórbutanol, kombinációk |                                                                    |